# Mihail Petrovics Mihejev
Mihail Petrovics Mihejev, Михаил Петрович Михеев (Bijszk, 1911. szeptember 11. - Novoszibirszk, 1993. május 17.) orosz költő, író.

## Élete
1930-ban szerzett szülővárosa szakközépiskolájában műszaki szakképzettséget, ezután az autóiparban és traktoriparban lett oktató és szerelő. Előbb a bijszki állami gazdaságban majd a bijszki autójavító üzemben dolgozott. 
Első költői kísérletei egyike egy dal volt egy bizonyos Kolka Sznyegirevről és barátnőjéről. A dal Szibéria-szerte népszerűvé vált, egy motívumát Vaszilij Makarovics Suksin használta fel Живёт такой парень című filmjében. 2001-ben e dal alapján forgatták a Ехали два шофёра című filmet. Ezután autóvillamossági berendezések javításánál mint művezető dolgozott, majd egy klinikán volt röntgentechnikus. 
Első kötete, egy gyermekverseket tartalmazó gyűjtemény 1951-ben jelent meg Лесная мастерская címen. E munkáját a következő harminc évben többször is kiadták. Ezt követté az iskolásoknak szóló Клуб ЮЭТ és a Капитаны 8-а című regények, majd a Вирус В-13 és a Тайна белого пятна című alkotások. Дорога идет на перевал című kötete esszéregény a szerző szülőföldjéről és az Altajról. A Szovjet Írószövetségbe csak az 1960-as években vették fel.
1968-ban kezdett tudományos-fantasztikus történeteket publikálni, megjelent alkotásai: Которая ждет, Далёкая от солнца és Милые роботы. 1977-ben a Novoszibirszki Írók Szervezeténél sci-fi klubot alapított, melynek haláláig vezetője volt. Ez az egyesület nagyban hozzájárult a szibériai fantasy- és sci-fi-irodalom iskolájának létrejöttéhez s több, mint egy tucatnyi hivatásos író megjelenéséhez. 1976-ban Запах „Шипра“ címmel egy detektívtörténetet adott ki, amely egy trilógia első része volt. A Сочинский вариант, Поиск в темноте és Год тысяча шестьсот… című novellák voltak az életében megjelent utolsó munkái. 
A Novoszibirszki Régió megalakulásának 70. évfordulója alkalmából Mihail Mihejev felkerült a 100 kiváló novoszibirszki lakos nevét tartalmazó listára, Vagyim Viktorovics Ivankin novoszibirszki művész által festett portréja a helytörténeti múzeumba került. 2011-ben a Novoszibirszki Városi Könyvtörténeti Központ az ANO Személyiségfejlesztő Központtal közösen Mihejev születésének századik évfordulója alkalmából iskolások számára irodalmi és helytörténeti versenyt rendezett. 2011. szeptember 1-én az Orosz Posta a novoszibirszki postahivatalban emlékbélyegzéssel tisztelgett az író születésének századik évfordulója előtt.

## Magyarul megjelent művei
- Az üres szoba (novella, Metagalaktika 2., 1981)
- Emberi alkotás (novella, Metagalaktika 2., 1981)
- A gonosz varázsló (novella, Galaktika 39., 1980)
- Számítógép és kamillavirág (novella, Galaktika 39., 1980)

## Fordítás
- Ez a szócikk részben vagy egészben  a(z)   Михеев, Михаил Петрович című orosz Wikipédia-szócikk ezen változatának fordításán alapul.  Az eredeti cikk szerkesztőit annak laptörténete sorolja fel. Ez a jelzés csupán a megfogalmazás eredetét és a szerzői jogokat jelzi, nem szolgál a cikkben szereplő információk forrásmegjelöléseként.